# Lonicera hildebrandiana
Kim ngân lá to (danh pháp khoa học: Lonicera hildebrandiana) là một loài thực vật có hoa trong họ Kim ngân. Loài này được Collett & Hemsl. mô tả khoa học đầu tiên năm 1890.

## Phân bố
Phân bố chủ yếu ở cao nguyên Shan, Myanmar ở độ cao 1500 m.

## Hình ảnh

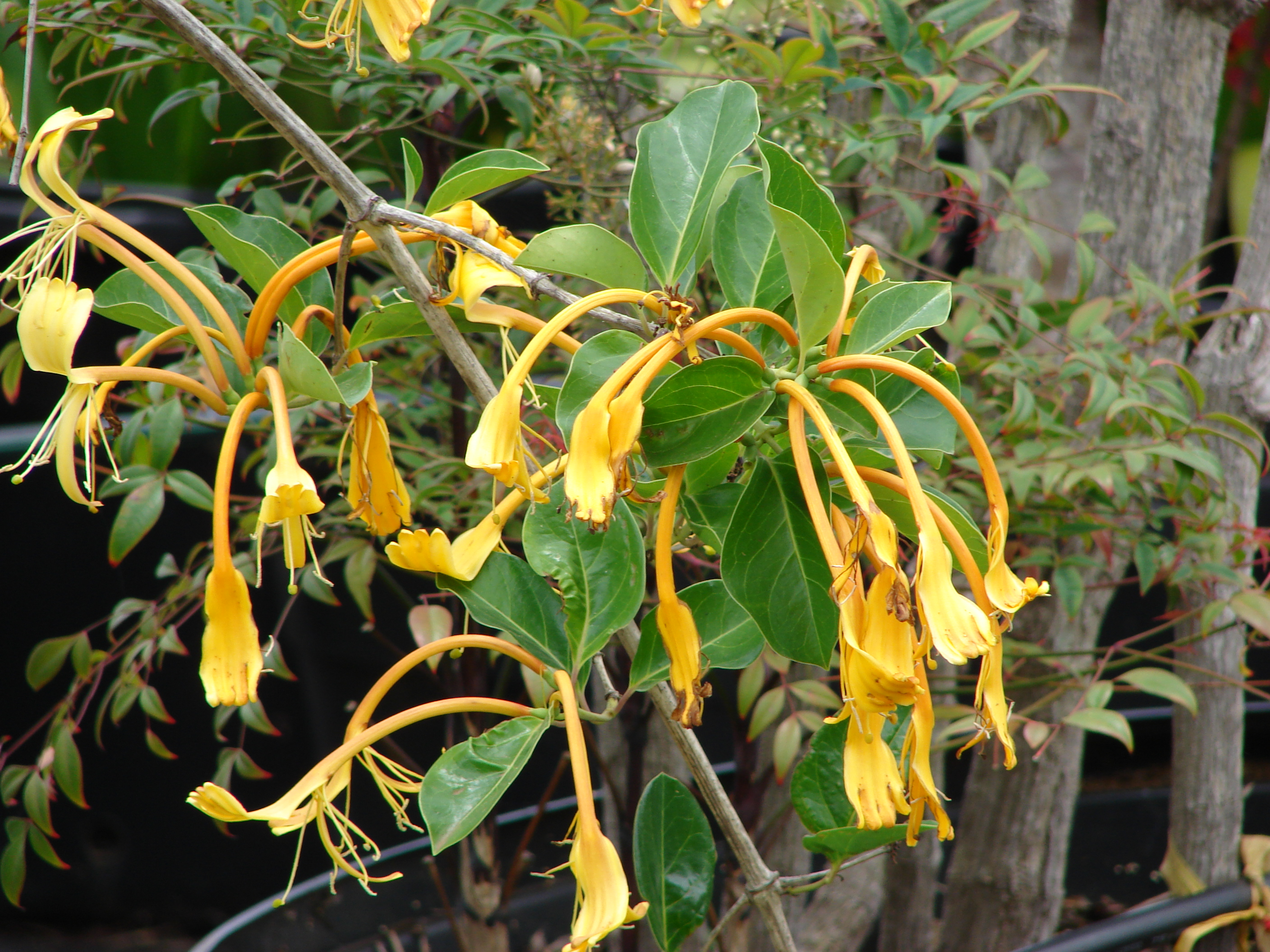
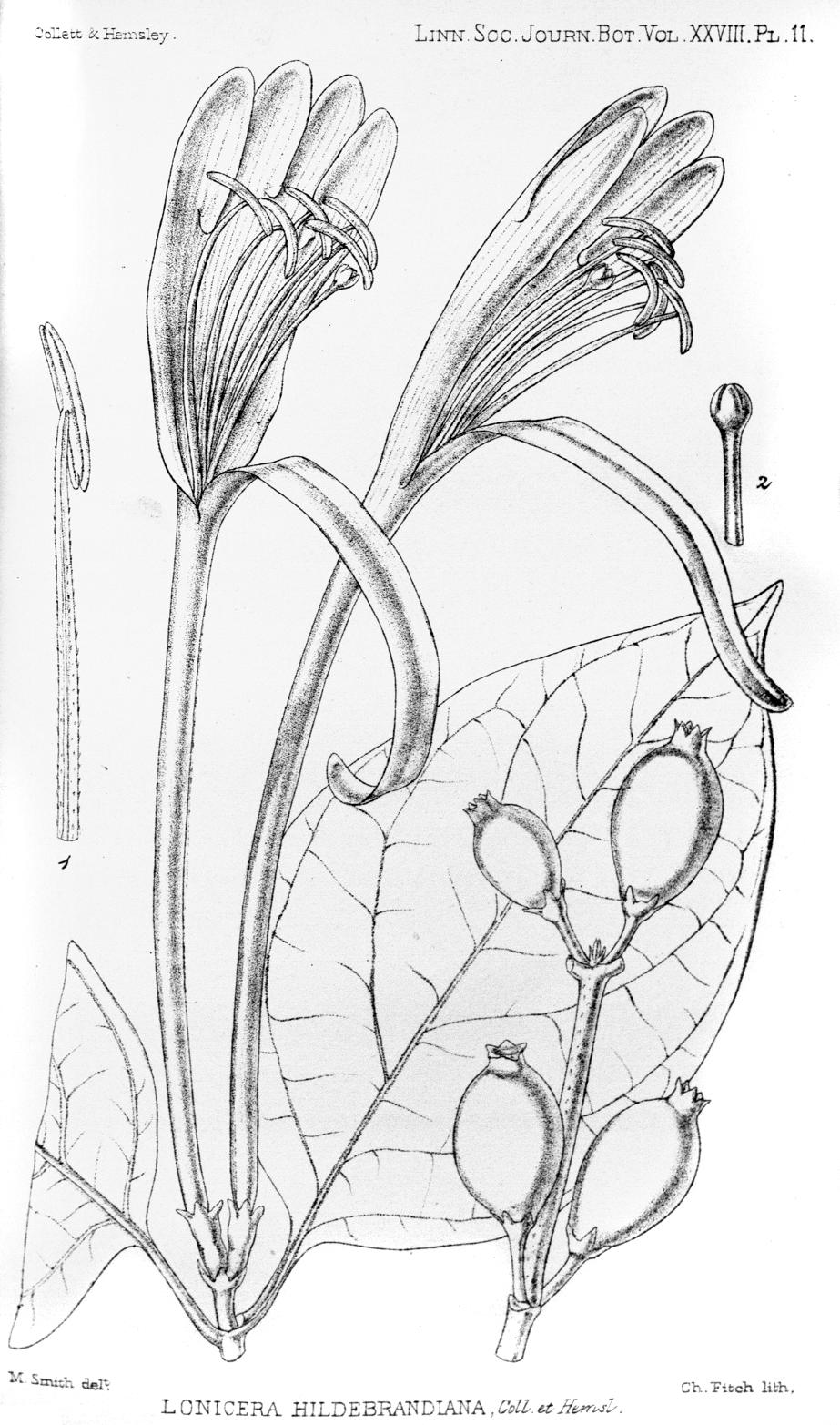
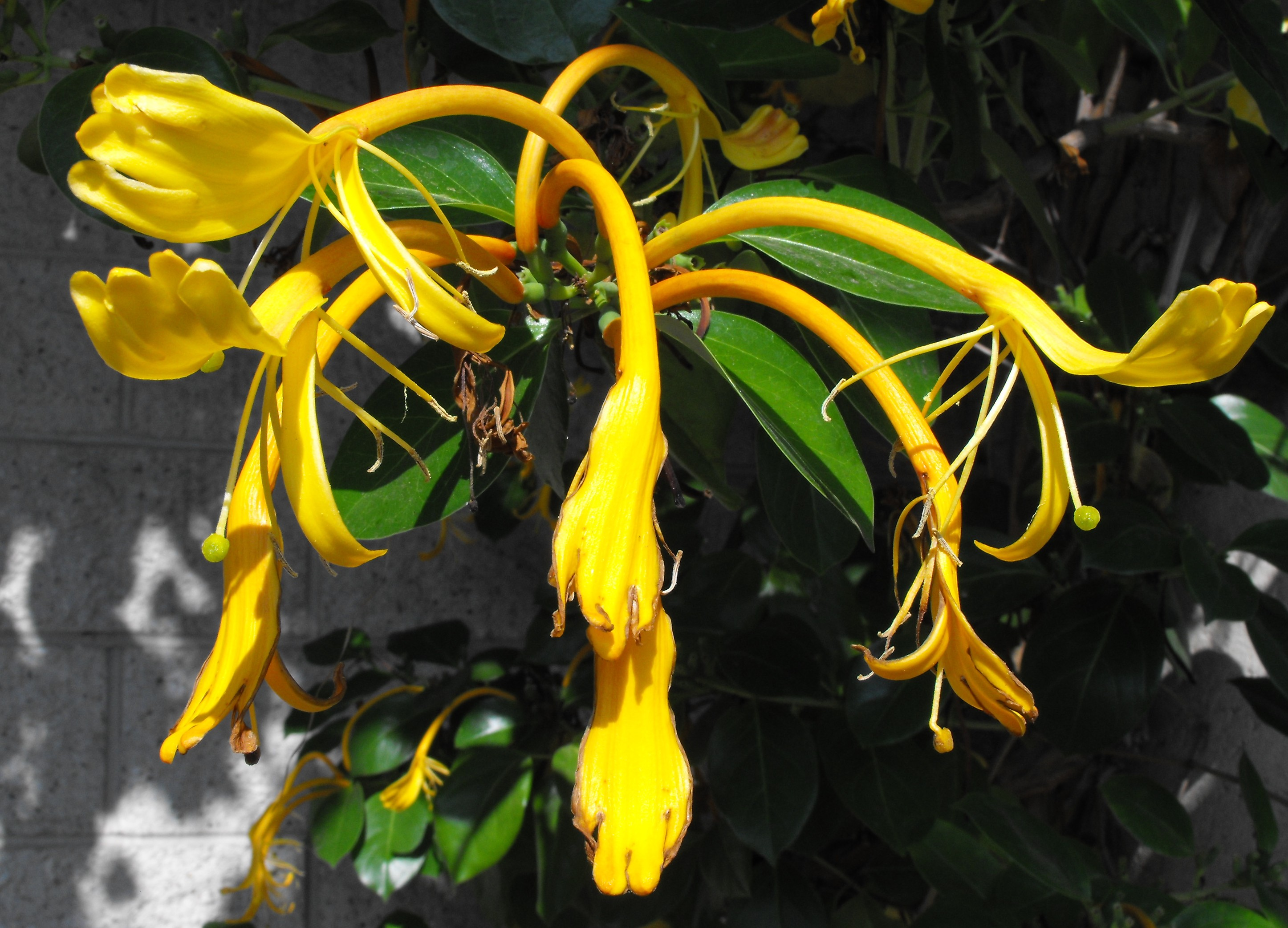